# National Institute for Health and Care Excellence
Das National Institute for Health and Care Excellence (NICE) ist eine nicht-öffentliche Einrichtung des Department of Health (DH) in Großbritannien. Es dient sowohl dem englischen als auch walisischen National Health Service (NHS).

## Geschichte
Es wurde zunächst im Jahr 1999 als das National Institute for Clinical Excellence gegründet und am 1. April 2005 mit der Health Development Agency zusammengelegt, zunächst als National Institute for Health and Clinical Excellence (NICE).
2013 wurde das NICE – entsprechend seiner neuen Verantwortung für soziale Betreuung – in National Institute for Health and Care Excellence (weiterhin NICE abgekürzt) umbenannt.

## Aufgaben
Das NICE veröffentlicht Richtlinien in verschiedenen Bereichen, z. B.: die Verwendung von neuen und bestehenden Medikamenten, Behandlungen und Verfahren innerhalb des NHS, die klinische Praxis (Leitlinien für die angemessene Behandlung und Pflege von Menschen mit bestimmten Krankheiten und Bedingungen), Beratung für Beschäftigte im öffentlichen Dienst und Leitlinien für Sozialdienste und Patienten. Die Bewertung erfolgt dabei in erster Linie auf Auswertungen der Wirksamkeit und Wirtschaftlichkeit.
Das NICE war das britische Vorbild für das deutsche Institut für Qualität und Wirtschaftlichkeit im Gesundheitswesen.